# إنريكي رومو
إنريكي رومو (بالإسبانية: Enrique Romo)‏ هو لاعب كرة قاعدة مكسيكي، ولد في 15 يوليو 1947 في سانتا روزاليا ‏ في المكسيك.

## وصلات خارجية
- إنريكي رومو على موقع دوري كرة القاعدة الرئيسي (الإنجليزية)
- إنريكي رومو على موقعبيزبول رفرنس.كوم (الدوري الرئيسي) (الإنجليزية)
- إنريكي رومو على موقعبيزبول رفرنس.كوم (الدوري الثانوي) (الإنجليزية)